# Heliconia mariae
Heliconia mariae är en enhjärtbladig växtart som beskrevs av Joseph Dalton Hooker. Heliconia mariae ingår i släktet Heliconia och familjen Heliconiaceae. Inga underarter finns listade.

## Bildgalleri

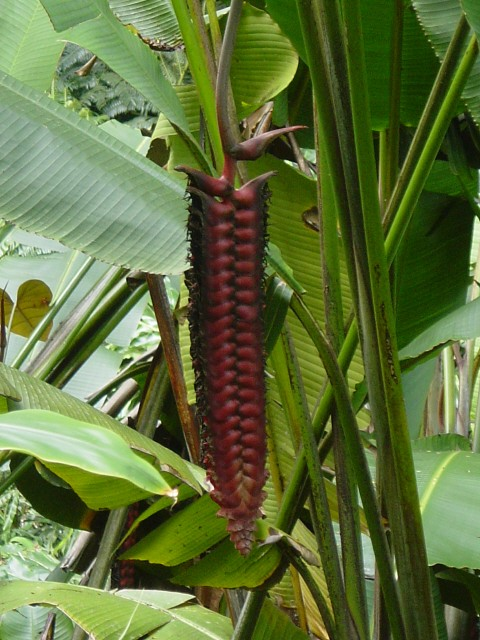